# Phytoseius californicus
Phytoseius californicus är en spindeldjursart som beskrevs av Rodney Kennett 1967. Phytoseius californicus ingår i släktet Phytoseius och familjen Phytoseiidae. Inga underarter finns listade i Catalogue of Life.